# Мариноанское оледенение
Мариноанское оледенение, ранее также варангерское оледенение — оледенение глобального масштаба, произошедшее на границе криогенового и эдиакарского периодов. Начало оледенения точно не установлено, максимальным значением считается отметка не раньше 654,5 млн лет назад. Конец оледенения установлен на отметке примерно в 632,3 ± 5,9 млн лет назад. Одно из сильнейших оледенений в истории Земли. Второе из оледенений криогения, после стертского.
Палеомагнитные данные свидетельствуют, что в то время большая часть континентальных блоков земной коры были расположены в экваториальных широтах и почти на всех них найдены следы оледенения (на этом основана гипотеза глобального оледенения, известная как Земля-снежок). В протерозойской ледниковой эпохе было несколько оледенений, и все они сопровождались значительными изменениями изотопного состава углерода осадочных пород. С началом оледенения углерод отложений приобретает резко облегчённый состав, считается, что причина этого изменения в массовом вымирании морских организмов, которые избирательно поглощают лёгкий изотоп углерода. В межледниковые периоды происходило обратное изменение изотопного состава, из-за бурного развития жизни, которая накапливала значительную часть лёгкого изотопа углерода, и увеличивала отношение 13C/12C в морской воде.
В случае протерозойского оледенения, предполагается, что причиной отступления ледников (вообще говоря, оледенение устойчиво, и без дополнительных факторов может существовать неограниченно долго) могли быть вулканические эмиссии парниковых газов в атмосферу.